# Leutenbach, Rems-Murr
Leutenbach là một đô thị ở huyện Rems-Murr, trong Baden-Württemberg, Đức. Đô thị này có diện tích 14,73 km², dân số thời điểm ngày 31 tháng 12 năm 2006 là 10.756 người. Đô thị này tọa lạc 15 km về phía đông của Ludwigsburg, và 20 km về phía đông bắc của Stuttgart.